# Unawatuna
Unwawatuna ist ein Strandort im Distrikt Galle, Südprovinz, an der Südwestküste Sri Lankas. Der Ort liegt etwa 6 km südlich von der nächsten größeren Stadt Galle entfernt.
Der von niederländischen Kaufleuten gegründete Ort war zunächst vor allem Anlaufstation zahlreicher Rucksack-Touristen, wird aber mittlerweile von Touristen jeglicher Couleur genutzt.
Bei dem Tsunami am 26. Dezember 2004 zählte die Unawatuna Bay zu den am schwersten getroffenen Gebieten der Südküste.

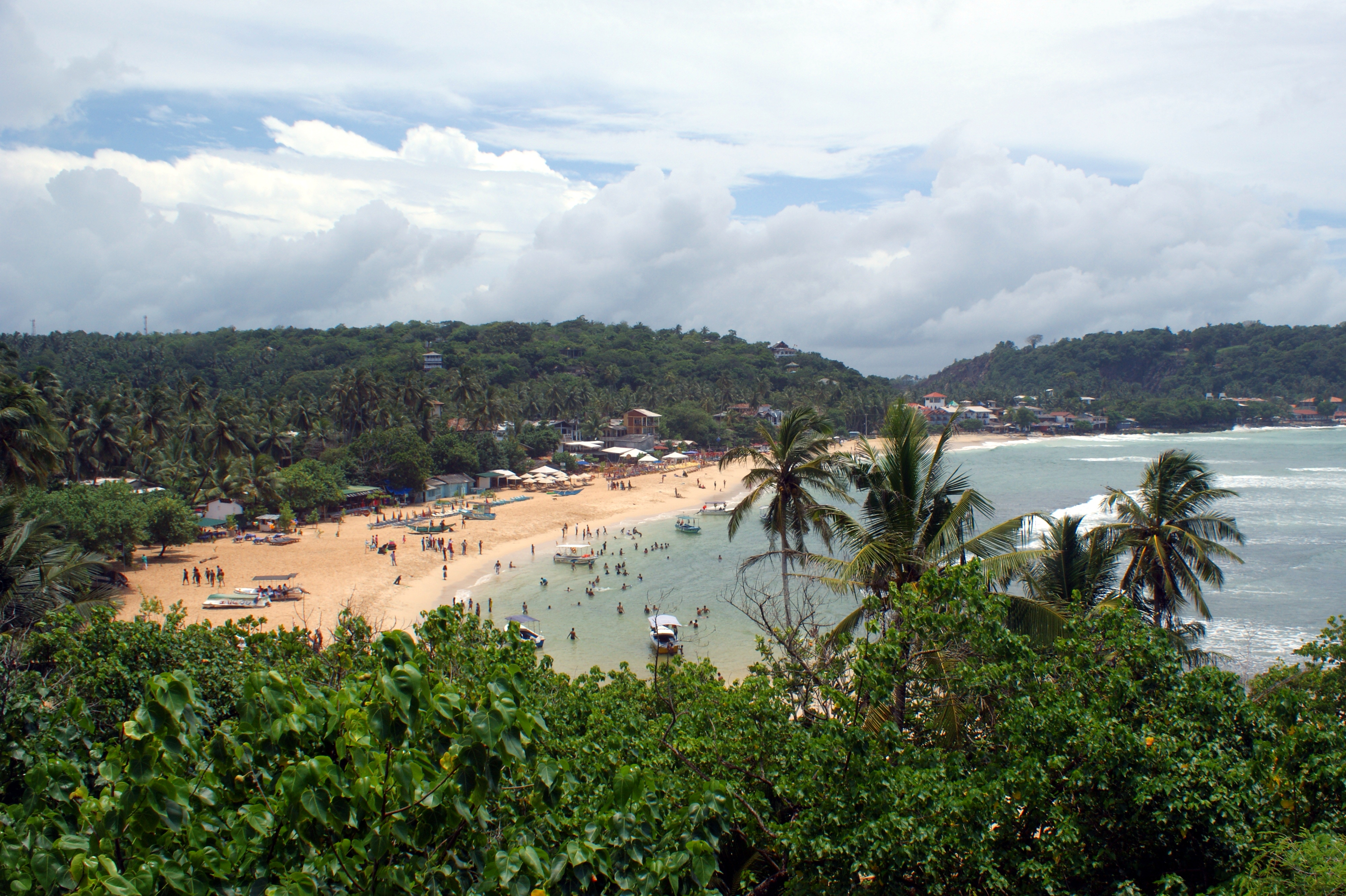
Unawatuna Bay von der Südwestseite aus gesehen